# 차축조류
차축조류(車軸藻類)는 윤조식물문 윤조강 차축조목(Charales)에 속하는 녹조류의 총칭이다. 생김새가 양치식물의 쇠뜨기와 비슷한 다세포 조류로서 민물에서 자란다. 이름에서도 알 수 있듯이 줄기의 마디 부분에서는 가지가 돌려나기 식으로 나와 있다. 광합성에 관여하는 색소나 광합성에 의해서 만들어지는 물질뿐만 아니라 유주 세포의 편모 구조도 녹조식물과 매우 비슷하다. 그러나 생장 방법이나 생식 기관의 구조 등이 매우 독특하기 때문에, 차축조식물은 다른 식물과 구별하여 독립된 분류군으로 다루어진다. 한편, 몸에 탄산칼슘을 침착하여 쉽게 화석으로 발견되므로, 이로 미루어 고생대 데본기에서 석탄기에 걸쳐 나타난 식물이라고 추정된다. 이와 같은 화석종까지 포함하면 현재 6속 약 250종 정도가 알려져 있다. 몸은 외형상으로는 뿌리·줄기·가지의 3부분으로 나누어지는데, 뿌리는 헛뿌리로 흙이나 진흙탕 속으로 뻗어 몸을 받친다. 줄기는 마디부와 마디사이부로 이루어지고, 마디부는 1개의 마디사이 세포(절간 세포)로 이루어진다. 마디사이 세포 중 긴 것은 20-30cm에 이르는 것도 있다. 니텔라속에서는 마디사이 세포가 노출되어 있으나, 차축조속에서는 대부분이 작은 피층 세포로 덮여 있다. 가지는 마디 세포에서 방사상으로 뻗어 나와 보통 6-10개씩 돌려난다. 한편, 이것을 '윤생지'라고 하는데, 여기에도 마디부와 마디 사이부가 있고, 그 마디부에는 다시 '소포(小包))라고 하는 3-6개씩의 짧은 가지가 붙어 있다. 장정기는 공 모양으로 보통 '순상 세포'라고 부르는 8장의 판 모양 세포가 짝지어 있다. 각 순상 세포 안쪽에는 자루가 있고, 그 끝에 정자가 들어 있는 다수의 세포사가 자란다. 이 세포사의 각 세포에는 정자가 1개씩 들어 있어서, 1개의 장정기는 총 2만- 3만 개의 정자를 만들게 된다. 이 때 정자의 모양은 5자를 길게 늘인 것과 같으며, 끝에 같은 길이를 가진 2개의 편모가 있어서 헤엄쳐다닐 수 있다. 한편, 생란기는 플라스크 모양으로, 나사선 모양으로 꼬인 5개의 관 모양 세포가 주위를 둘러싸고 있으며 그 안에 1개의 난자가 들어 있다. 5개의 나선 모양 세포들은 끝이 서로 붙어 있는데, 분열되면 5개나 10개의 작은 세포가 된다. 이 세포를 특히 '소관 세포'라 부른다. 헤엄쳐 나온 정자가 생란기 끝부분을 지나서 알에 이르면 수정이 이루어진다. 수정란은 흙 속에서 휴면한 후 감수 분열을 한 결과 발아하여, 우리가 흔히 볼 수 있는 차축조식물이 된다.

## 하위 과
- 아클리스토카라과 (Aclistocharaceae)
- 아톱포카라과 (Atopocharaceae)
- 차축조과 (Characeae)
- 클라바토르과 (Clavatoraceae)
- 페이스티엘라과 (Feistiellaceae)
- 포로카라과 (Porocharaceae)